# Armen Vardanjan
Armen Vardanjan, född den 30 november 1982, är en ukrainsk brottare som tog OS-brons i lättviktsbrottning i den grekisk-romerska klassen 2008 i Peking.